# Musée Pierre-Noël

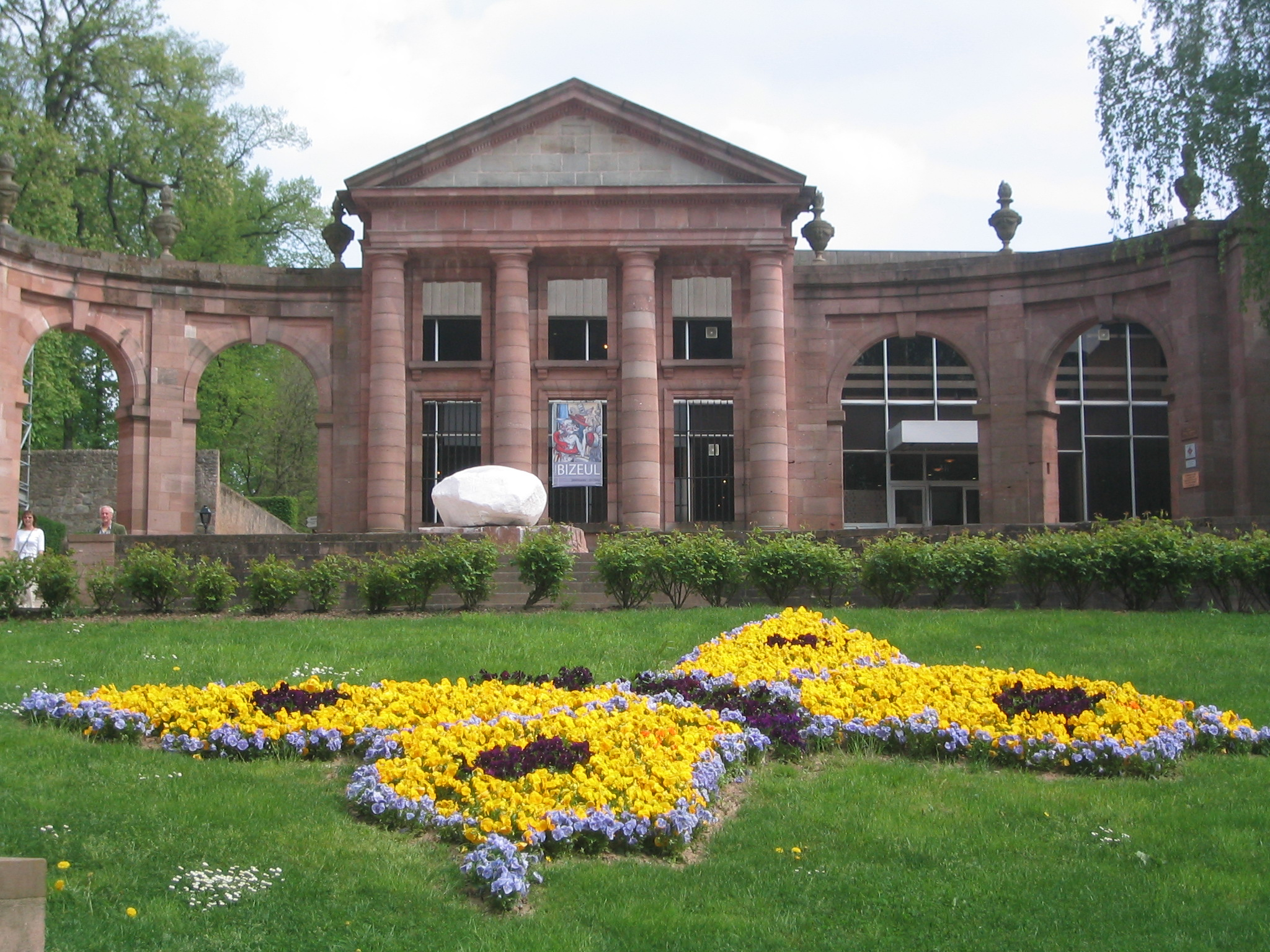
Musée Pierre-Noël

Das Musée Pierre-Noël ist ein Kunst- und Geschichtsmuseum in Saint-Dié-des-Vosges. Es trägt das Gütesiegel Musée de France und ist nach Pierre Noël benannt, der von 1965 bis 1977 Bürgermeister der Stadt war. Eine Inschrift auf dem modernen Teil des Gebäudes erinnert an seine ursprüngliche Bestimmung als „Museum des Lebens in den Hautes-Vosges“, aber einen großen Teil der Sammlungen macht nun die zeitgenössische Kunst aus.

## Geschichte

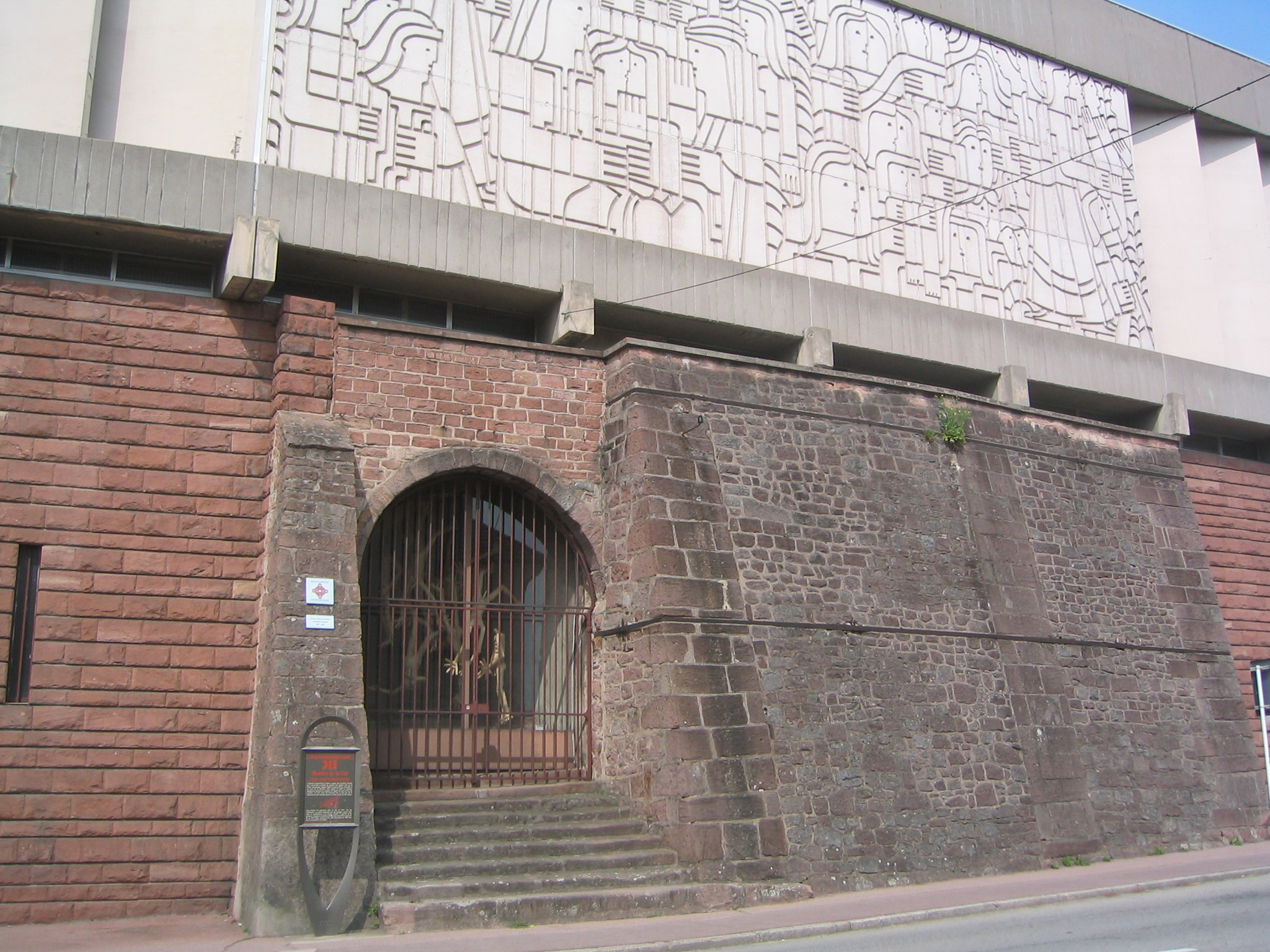
Ausfallstor und Mauer des Kanonialviertels

Seit dem Bau des Museums im Jahr 1977 führt die Kolonnade des ehemaligen Bischofspalastes, der 1782 vom Architekten Jean-Michel Carbonnar an der Nordseite der Kathedrale errichtet wurde, in den neuen Raum. Der mittelalterliche Teil befindet sich auf der Seite der Rue Saint-Charles, rechts neben dem Haupteingang. Dort befindet sich eine überdachte Treppe, der letzte Überrest der Mauern, die einst der Befestigung des Geländes des auf dem Berg errichteten Kirchenviertels dienten und die insbesondere den Zugang zu einem inzwischen umgeleiteten Arm der Meurthe ermöglichten. Die Mauer wurde 1781 beim Bau des Bischofspalastes durchbrochen.
Das große moderne Gebäude, das 1977 der Öffentlichkeit zugänglich gemacht wurde, integriert diese alte Treppe, die wie die Kolonnade unter Denkmalschutz steht.
Das neue Gebäude wurde zwischen 1973 und 1976 errichtet und ist das Werk von Aldo Travaglini, einem Architekten, der 1947 nach Saint-Dié kam. Außen wurden die drei Tafeln mit Faux-Reliefs (Spaziergang im Park, Das Gastmahl und Die Bewegung zur Erkenntnis) von Françoise Malaprade entworfen.
Albert Ronsin leitete das Museum und die Bibliothek von 1960 bis 1990 und verfasste gleichzeitig eine Reihe von Büchern über die Geschichte der Stadt.
Die Stadt Saint-Dié widmete François Cholé den Veranstaltungssaal des Museums Pierre Noël, der am 14. Februar 1997 eingeweiht wurde.
Im Jahr 2018 wurde ein Projekt zur Erweiterung des Museums infolge des Umzugs der an das Museum angrenzenden Victor-Hugo-Mediathek angekündigt.